# 34628 Samaboyea
34628 Samaboyea este o planetă minoră (asteroid) din centura de asteroizi. A fost descoperită pe 25 octombrie 2000 la Experimental Test Site⁠(d) de Lincoln Near-Earth Asteroid Research. 
Obiectul prezintă o orbită caracterizată de o semiaxă mare de 2,9713164 UAi, o excentricitate de 0,05, o înclinație de 8,49281 ° în raport cu ecliptica.